# Plaque de Leyde
La Plaque de Leyde ou de Leyden est l'un des plus anciens objets maya datés en compte long. Son plus grand titre est de porter le plus ancien zéro (ordinal) maya, dont le signe (graphiquement dérivé du dessin d'un homme assis en tailleur, image conventionnelle de l'intronisation d'un roi) apparaît deux fois : a) pour former la date 0 Yaxkin du 1er jour du VIIe mois de l'année festive en calendrier ha'ab, et b) pour noter l'accession au trône du roi Lune-Oiseau représenté sur l'autre face de la plaque. 

## Histoire
Elle a été retrouvée par hasard en 1864 lors de travaux dans les environs de Puerto Barrios au Guatemala et est actuellement conservée au Musée National d'Ethnologie à Leyde aux Pays-Bas.

## Description
Il s'agit d'un objet en jadéite de forme ovale de 21,7 cm de hauteur. Les perforations au sommet et à la base de la plaque laissent supposer qu'il a été employé comme pendentif. Retrouvé loin de son lieu d'origine probable, à savoir Tikal, et dans un contexte archéologique postclassique alors qu'il date du Classique ancien, c'est un exemple d'objet précieux préservé ou réutilisé plusieurs siècles après sa création, comme on en trouve par ailleurs en Mésoamérique.
On peut voir gravé sur sa face antérieure un personnage foulant aux pieds un vaincu et tenant dans ses bras une barre cérémonielle, dans une attitude caractéristique des souverains mayas, telle qu'on peut en observer sur des stèles. La plaque est également gravée sur sa face postérieure : une inscription, avec des traces de cinabre, rapporte l'accession d'un souverain le 17 septembre 320 (date en Compte long).
Il y a quelques années, la plupart des auteurs considéraient cet individu, connu sous le sobriquet anglais de « Moon-Zero-Bird » comme un des premiers souverains de la dynastie de Tikal,. Dans des ouvrages plus récents, la prudence est de mise : on se borne à signaler que la plaque est souvent associée à Tikal, bien qu'un lien solide fasse défaut et le nom de « Moon-Zero-Bird » n'apparaît plus dans la liste dynastique de Tikal.